# Pimprez
Pimprez ist eine französische Gemeinde mit 851 Einwohnern (Stand: 1. Januar 2022) im Département Oise in der Region Hauts-de-France. Sie gehört zum Arrondissement Compiègne und zum Kanton Thourotte.

## Geographie
Die Gemeinde Pimprez liegt am Oise-Seitenkanal und am Fluss Oise, der die östliche Gemeindegrenze bildet, 18 Kilometer nordöstlich von Compiègne. Umgeben wird Pimprez von den Nachbargemeinden Chiry-Ourscamp im Norden und Osten, Bailly im Südosten, Saint-Léger-aux-Bois im Süden, Montmacq im Südwesten sowie Ribécourt-Dreslincourt im Westen.

## Bevölkerungsentwicklung
| Jahr                       | 1962 | 1968 | 1975 | 1982 | 1990 | 1999 | 2006 | 2014 | 2021 |
| -------------------------- | ---- | ---- | ---- | ---- | ---- | ---- | ---- | ---- | ---- |
| Einwohner                  | 405  | 426  | 406  | 420  | 632  | 685  | 693  | 866  | 852  |
| Quellen: Cassini und INSEE |      |      |      |      |      |      |      |      |      |

## Persönlichkeiten
- Jean-Antoine Nollet (1700–1770), Geistlicher und Experimentalphysiker

## Sehenswürdigkeiten
- Kirche Saint-Médard

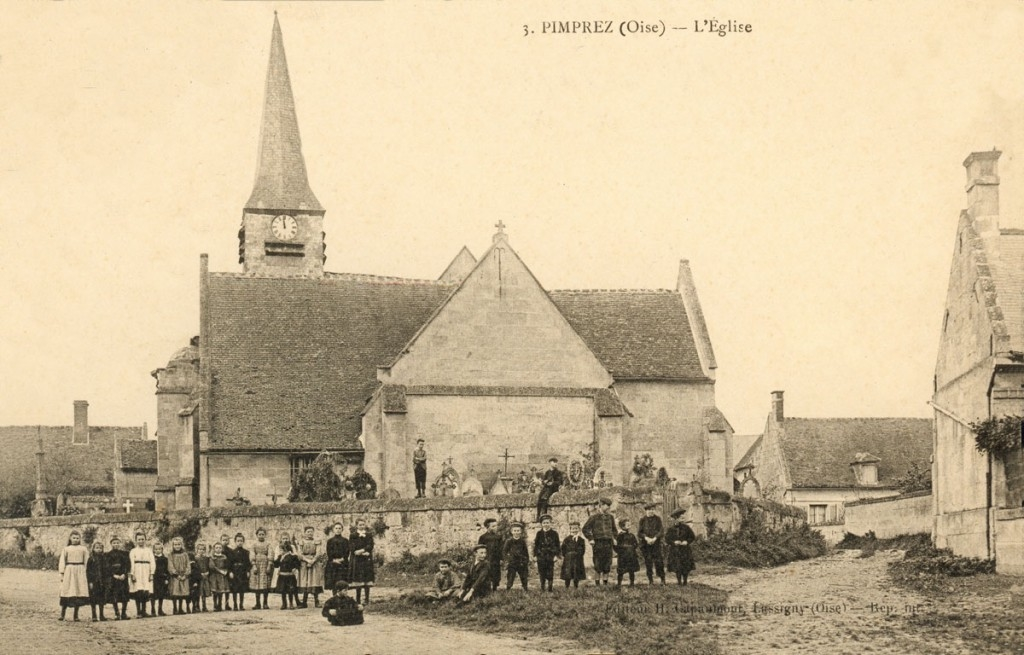
Kirche Saint-Médard (Postkarte um 1910)
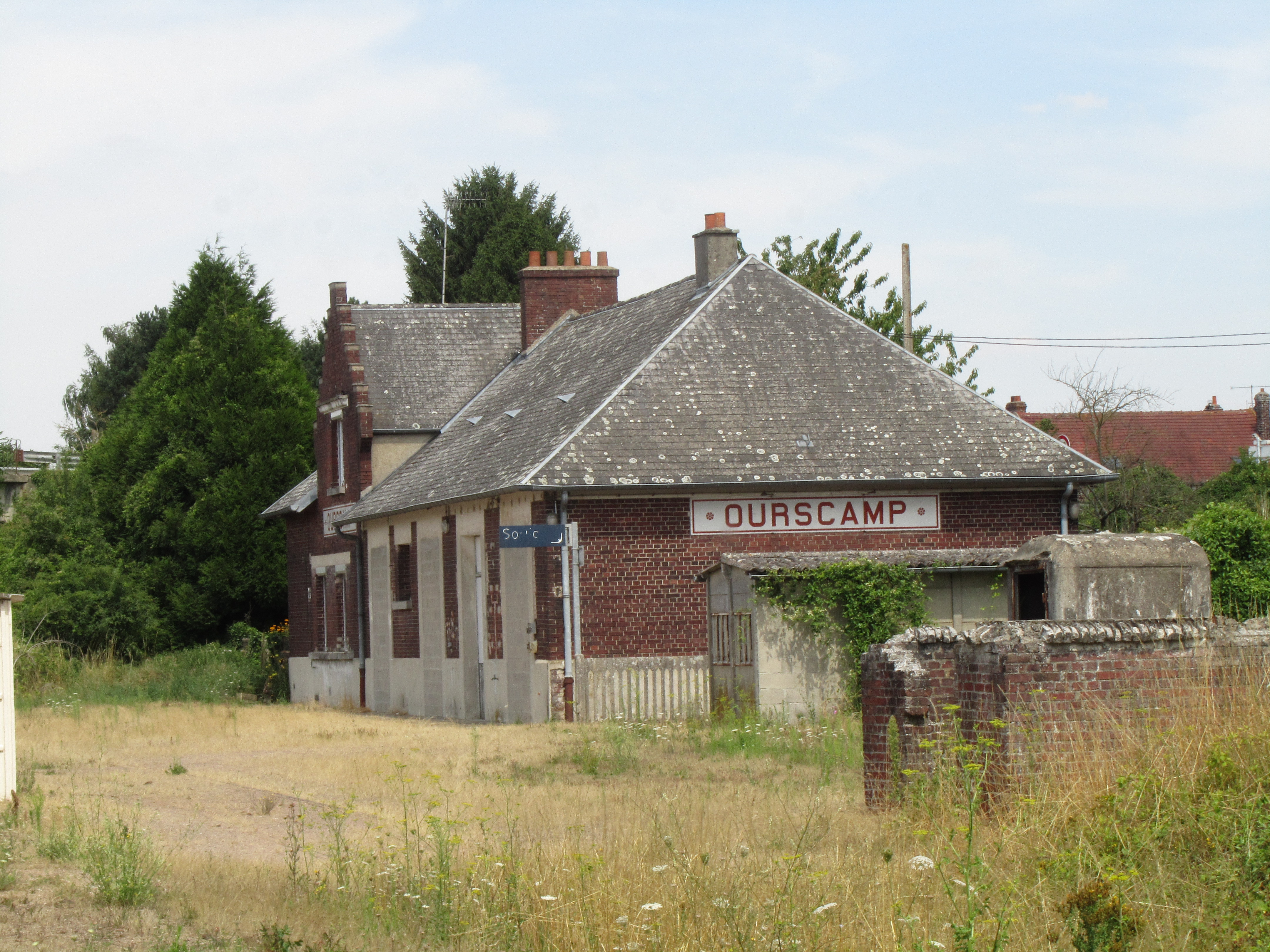
Bahnhof